# Vlag van Hooge en Lage Mierde

Vlag van de gemeente Hooge en Lage Mierde (1935? - 1997)

De vlag van Hooge en Lage Mierde is nooit officieel vastgesteld als de gemeentelijke vlag van de Noord-Brabantse gemeente Hooge en Lage Mierde, maar werd wel als zodanig gebruikt. De vlag kan als volgt worden beschreven:
Geblokt van rood en wit in 4 banen van 6 stukken; in de broektop over 4 blokken een blauw vierkant, waarin een geel beeld van St. Stefanus, staande op een gele grond en beschenen door een gele zon.
De vlag is gebaseerd op de vlag van Noord-Brabant en het gemeentewapen, waarvan de tekening op het wapenschild in het kanton is weergegeven. Een dergelijke vlag, maar dan ter grootte van 4 x 4 blokken, werd tijdens het 750-jarig bestaan van 's-Hertogenbosch in 1935  als defileervlag gebruikt tijdens de vlaggenparade. Meerdere gemeenten hebben de defileervlag als gemeentevlag gebruikt, hoewel deze slechts voor de gelegenheid was vervaardigd. Noord-Brabant had daarin de primeur. In 1938 werd in Amsterdam een defilé gehouden ter gelegenheid van het veertigjarig regeringsjubileum van koningin Wilhelmina, waarin alle gemeenten zonder eigen vlag een dergelijke vlag meedroegen. De meeste van de hierop gebaseerde gemeentevlaggen zijn in de jaren 60 van de 20e eeuw vervangen door andere ontwerpen.
Op 1 januari 1997 is de gemeente Hooge en Lage Mierde opgegaan in de nieuw opgerichte gemeente Reusel-De Mierden), waarmee de vlag als gemeentevlag kwam te vervallen.

## Verwante afbeelding

Wapen van Hooge en Lage Mierde

Aalburg 
· Aarle-Rixtel 
· Alphen en Riel 
· Bakel en Milheeze 
· Beek en Donk 
· Beers 
· Berghem 
· Berkel-Enschot 
· Berlicum 
· Bladel en Netersel 
· Borkel en Schaft 
· Boxmeer 
· Budel 
· Chaam 
· Cuijk 
· Cuijk en Sint Agatha 
· Den Dungen 
· Diessen 
· Dinteloord en Prinsenland 
· Drunen 
· Dussen 
· Engelen 
· Erp 
· Esch 
· Escharen 
· Fijnaart en Heijningen 
· Geffen 
· Geldrop 
· Gemert 
· Giessen 
· Ginneken en Bavel 
· Grave 
· 's Gravenmoer 
· Haaren 
· Halsteren 
· Haps 
· Heesch 
· Heeswijk-Dinther 
· Heeze 
· Helvoirt 
· Hoeven 
· Hooge en Lage Mierde 
· Hooge en Lage Zwaluwe 
· Hoogeloon, Hapert en Casteren 
· Huijbergen 
· Klundert 
· Landerd 
· Leende 
· Liempde 
· Lieshout 
· Lith 
· Luyksgestel 
· Maarheeze 
· Maasdonk 
· Made en Drimmelen 
· Megen, Haren en Macharen 
· Mierlo 
· Mill en Sint Hubert 
· Moergestel 
· Nieuw-Ginneken 
· Nieuw-Vossemeer 
· Nistelrode 
· Nuland 
· Oeffelt 
· Oost-, West- en Middelbeers 
· Oploo, Sint Anthonis en Ledeacker 
· Ossendrecht 
· Oud en Nieuw Gastel 
· Oudenbosch 
· Prinsenbeek 
· Putte 
· Raamsdonk 
· Ravenstein 
· Reusel 
· Riethoven 
· Rijsbergen 
· Rijswijk 
· Roosendaal en Nispen 
· Rosmalen 
· Schaijk 
· Schijndel 
· Sint Anthonis 
· Sint-Oedenrode 
· Sprang-Capelle 
· Standdaarbuiten 
· Terheijden 
· Teteringen 
· Uden 
· Udenhout 
· Veghel
· Vessem, Wintelre en Knegsel 
· Vierlingsbeek 
· Vlijmen 
· Wanroij 
· Waspik 
· Werkendam 
· Westerhoven 
· Willemstad 
· Woudrichem 
· Wouw 
· Zeeland 
· Zevenbergen